# Сушица (насеље)
Сушица је насеље и месна заједница која је припадала (некадашњој) крагујевачкој општини Стари град. Ова месна заједница се простире на приближно 870 000 m²
Прво помињање села Сушица се везује за 1817. годину, а његово спајање и прерастање у насеље је извршено 1834. године за време владавине кнеза Милоша Обреновића . У Карађорђевом Уписнику из 1818. године и Назначениу из 1819. године се помиње насеље Сушица (у Уписнику као Сучица) . На аустријској карти  из 1854.је представљена као Сучица, док на карти из 1850. године Књажества Сербие не постоји као засебно насеље већ је припојено Крагујевцу.
Порекло имена и дан данас није јасно одређено, постоје извори који тврде да је име изведено од саме речи сушица, народског назива за болест туберкулозе плућа која је, како се наводи, харала овим крајем. Други пак извори говоре да је порекло имена изведено због оближњег потока који у топлим месецима пресуши, па је отуд добио име Сушичка река, односно Сушички поток .
МЗ сушица обухвата део подручја катастарске општине Крагујевац 4. Границе овог насеља су одређене са севера тромеђом са МЗ Аеродром и МЗ Угљешница на раскрсници улице Авалске и Миодрага Влајића - Шуке, од ове тромеђе граница се креће ка југо-истоку осовином улице Миодрага Влајића - Шуке свео до пресека са осовином Улице београдске, до тромеђе са МЗ 1. мај и МЗ Угљешница на североистоку, на раскрсници улица Владимира Роловића, Београдске и Миодрага Влајића - Шуке. Затим, са западне стране граница прати осовину Београдске улице до пресека са правцем граничне линије између КП бр. 10410 (Клинички центар - грудно) и КП бр. 10391, скреће лево и наставља граничним линија између КП бр. 10410 и катастарских парцела: 10391, 10392, 10394, 10395, 10396, 10397, 10398, 10399, 10400, 10401, 10402, 10403, 10404, 10405, 10406 и 10407, задржавајући правац граничне линије између 10410 и 10407, граница наставља до осовине Сушичког потока, односно до тромеђе МЗ Сушица, 1. мај и Вашариште. Одавде, граница на југу насеља прати Сушички поток и улице Драгана Панића и Љубише Јовановића, до тромеђе на југозападу насеља са МЗ Вашариште и МЗ Виногради. Потом, западна страна насеља прати границу са МЗ Виногради кроз неуређени део насеља (у оквиру КП бр. 9148 и 8881) до раскрснице улица Атинске и Вукице Митровић. Од ове раскрснице граница са МЗ Аеродром прати осовину Улице Лазара Мићуновића и Атинске улице до раскрснице између улица Авалске, Атинске и Фочанске, где наставља ка северу осовином Авалске улице до тромеђе са почетка описа, раскрснице улица Авалске и Владимира Роловића .
У насељу Сушица живи 4.468 пунолетних становника, према бирачком списку  са избора за савет месне заједнице из октобра 2021. године.
Ово насеље одликује постојање Фудбалског клуба Сушица са сопственим стадионом на ком је одређено време тренирао и клуб америчког фудбала Дивљи вепрови (Wild Boars).